# Sociedade persianizada
Uma sociedade persianizada é uma sociedade que ou se baseia ou é muito influenciada pelas língua, cultura, arte, literatura ou identidade persas.
O termo persianizada ou Persianato (em referência ao todo do mundo persa) é a tradução para português do termo persianate, criado pelo orientalista norte-americano Marshall Hodgson. No seu livro de 1974, The Venture of Islam: The expansion of Islam in the Middle Periods, Hodgson definiu esta cultura assim: "O crescendo da língua persa teve consequências mais do que puramente literárias: serviu para levar a cabo uma orientação cultural completamente nova no mundo islâmico. (...) A maioria das línguas locais de alta cultura que mais tarde emergiram entre os muçulmanos (...) dependiam em todo ou em parte do persa para a sua inspiração literária. Podemos chamar a todas estas tradições culturais, levadas a cabo em persa ou refletindo a inspiração persa, «persianizadas», por extensão."
O termo, assim, não diz respeito somente aos que eram etnicamente persas, mas estende-se de modo a incluir as sociedades que, mesmo não sendo iranianas, viram a sua cultura influenciada pela cultura persa aos níveis linguístico, artístico e material. São exemplos de culturas persianizadas: a seljúcida, a mogol, a timúrida e a otomana até ao século XIX, assim como a dos carmatas, que seguiam os princípios persianizados de tempo cíclico, apesar de não invocarem as genealogias persas em que se expressavam esses princípios. "Persianizado" é uma categoria cultural multi-racial, mas por vezes aparece como uma categoria religiosa ou racial.